# Essert (Le Mouret)
Essert (toponimo francese; in tedesco Ried, desueto) è una frazione di 259 abitanti del comune svizzero di Le Mouret, nel Canton Friburgo (distretto della Sarine).

## Storia

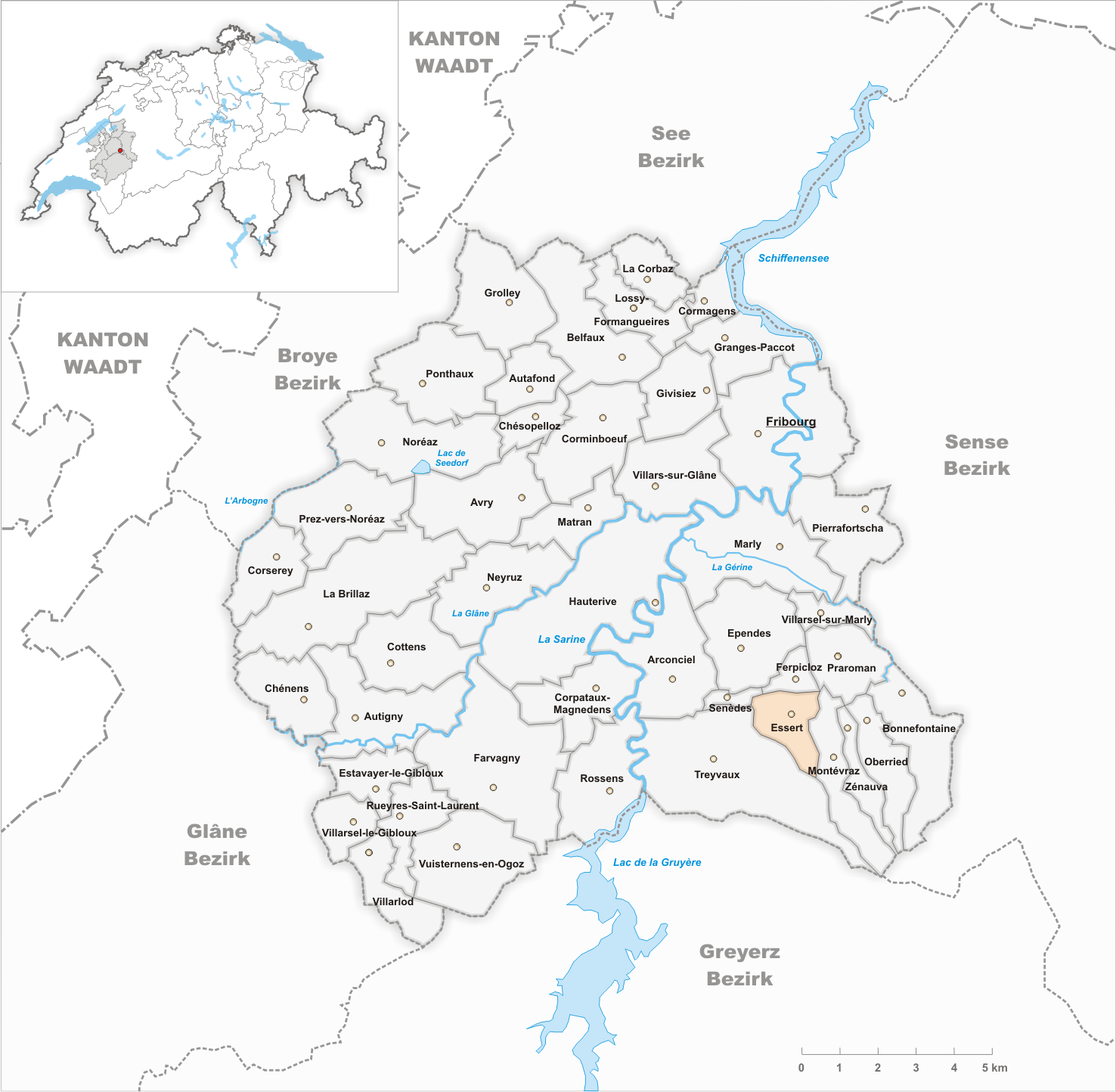
Il territorio del comune di Essert prima degli accorpamenti comunali del 2003

Già comune autonomo, il 1º gennaio 2003 è stato accorpato agli altri comuni soppressi di Bonnefontaine, Montévraz, Oberried, Praroman e Zénauva per formare il nuovo comune di Le Mouret.

## Monumenti e luoghi d'interesse

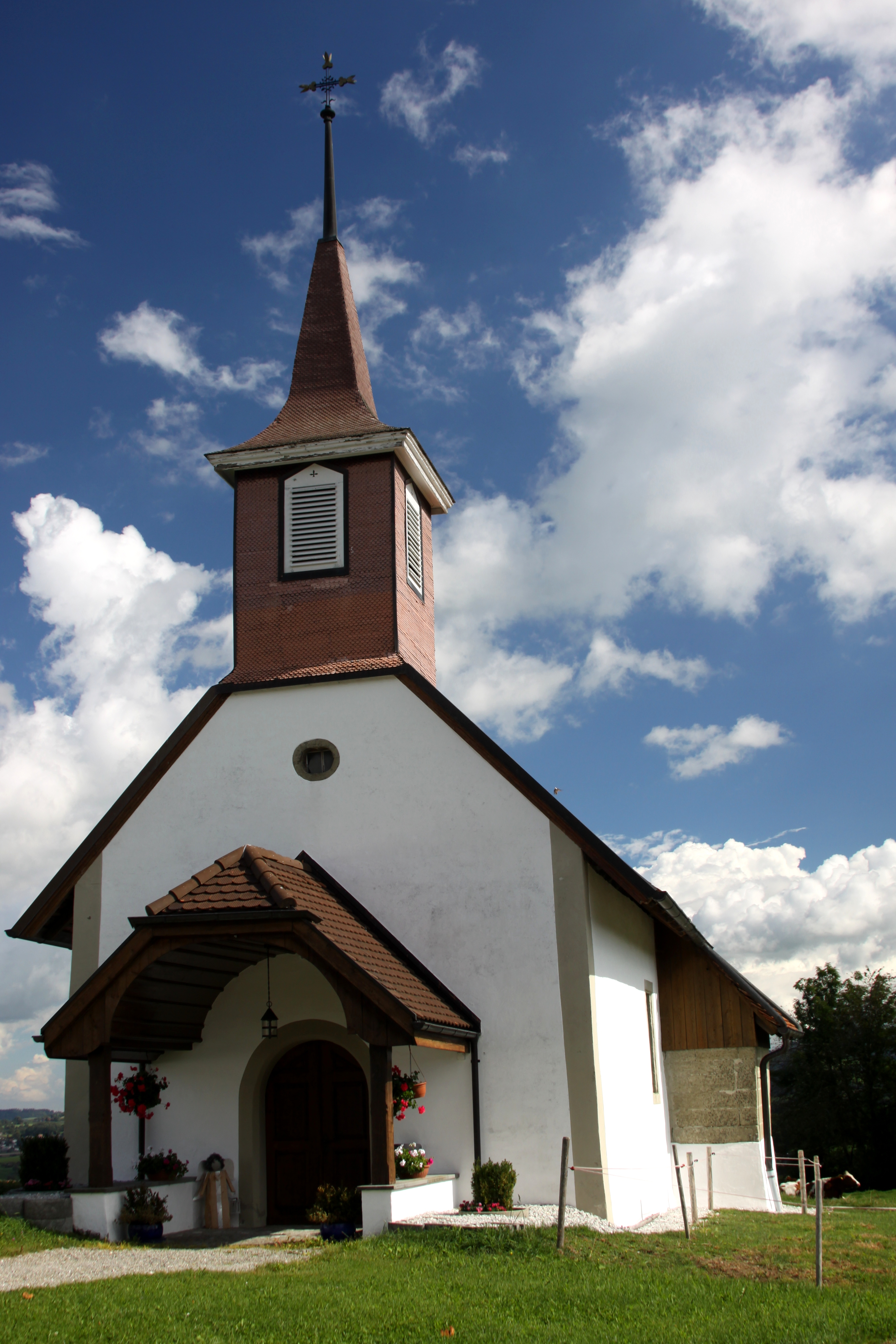
La cappella cattolica dei Santi Anna e Giorgio

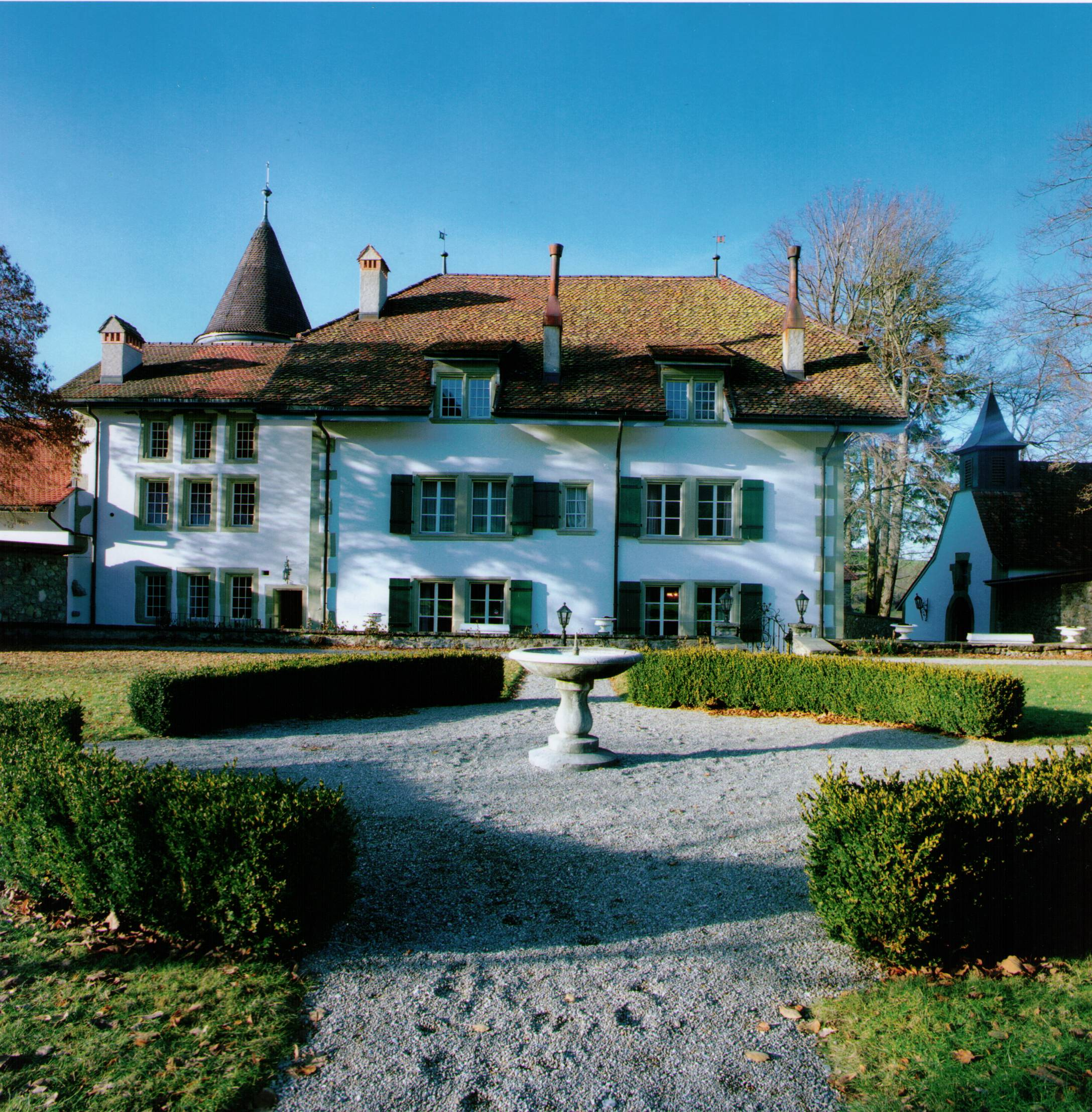
Il castello di La Grande Riedera

- Cappella cattolica dei Santi Anna e Giorgio, eretta nel 1526[1];
- Castello di La Grande Riedera, eretto nel XVII secolo[1].

## Società

### Evoluzione demografica
L'evoluzione demografica è riportata nella seguente tabella:
Abitanti censiti

## Amministrazione
Ogni famiglia originaria del luogo fa parte del comune patriziale che ha la responsabilità della manutenzione di ogni bene comune.